# Stephen Hempstead

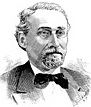
Stephen Hempstead.

Stephen P. Hempstead, född 1 oktober 1812 i New London, Connecticut, död 16 februari 1883 i Dubuque, Iowa, var en amerikansk demokratisk politiker. Han var guvernör i delstaten Iowa 1850–1854.
Hempstead studerade juridik och inledde 1836 sin karriär som advokat. År 1846 deltog han i Iowas konstitutionskonvent och fyra år senare tillträdde han som guvernör. Han efterträddes 1854 i ämbetet av James W. Grimes. Mellan 1855 och 1867 var Hempstead domare i Dubuque County.
Kongregationalisten Hempstead avled 1883 och gravsattes på Linwood Cemetery i Dubuque.